# Type 90
Type 90 (Tiếng Nhật: 90 式 戦 車 Kyū-maru-shiki-sensha) là một chiếc xe tăng chiến đấu chủ lực (MBT) được phát triển bởi Mitsubishi Heavy Industries trong cuối những năm 1980 cho Lực lượng Phòng vệ trên bộ Nhật Bản (JGSDF). Các xe tăng đầu tiên đi vào phục vụ vào năm 1992 và dần thay thế cho phiên bản xe tăng chủ lực trước đó của JGSDF là Type-74 vốn đã quá lạc hậu. Hơn 341 chiếc Type 90 đã được sản xuất. Do ảnh hưởng của điều 9 Hiến pháp Hòa bình năm 1947, Type 90 chưa từng được JGSDF đưa ra nước ngoài tham chiến, Type 90 chủ yếu được điều động tham gia các hoạt động diễn tập quân sự trong nước là chính.

## Lịch sử ra đời
Năm 1976, Mitsubishi Heavy Industries đã bắt đầu chế tạo xe tăng chiến đấu chủ lực thế hệ mới để thay cho các loại xe tăng đã quá lạc hậu Type-61 và Type-74 nhưng đồng thời để đối phó với mối đe dọa từ loại xe tăng T-72 của Liên Xô.
Tham gia vào công trình chế tạo xe tăng mới, ngoài các kỹ sư Nhật Bản còn có các chuyên gia của các công ty Đức (Mac và Krauss-Maffei), những người đã từng tham gia chế tạo xe tăng chiến đấu chủ lực Leopard.
Chính vì vậy, xe tăng mới của Nhật chịu một số ảnh hưởng bởi các ý tưởng của người Đức. Điều này được thể hiện rõ nhất là ở hình dạng bên ngoài.
Năm 1989, sau khi đưa vào thử nghiệm và hoàn thành, xe tăng mới được đưa vào trang bị cho Cục Phòng vệ Nhật Bản với mã số Type-90.
Bắt đầu từ năm 1992, Type-90 được sản xuất hàng loạt. Cho đến năm 2010, trong trang bị của Bộ Quốc phòng Nhật Bản có 341 xe tăng Type-90. Theo kế hoạch, nhu cầu ban đầu về số lượng Type-90 của lực lượng tăng thiết giáp Nhật Bản được ước tính khoảng 600 chiếc.